# Gorka Santamaría Nos
Gorka Santamaría Nos (Bilbao, Biscaia, 3 de juliol de 1995) és un futbolista basc que juga com a davanter al CD Badajoz de la Primera Divisió RFEF. És germà dels també futbolistes Josu i Ander Santamaría.

## Trajectòria
Va ingressar el 2005 al planter de l'Athletic Club i va passar per totes les categories inferiors fins que va debutar amb el CD Basconia en Tercera Divisió la temporada 2012-13. En la següent campanya va ser el màxim golejador del grup IV de la categoria amb vint punts. La temporada 2014-15 es va incorporar al Bilbao Athletic, amb el qual va marcar divuit gols en Segona Divisió B —va ser el màxim golejador de l'equip conjuntament amb Sabin Merino— i va aconseguir un ascens a Segona Divisió. En la campanya 2015-16 va marcar set gols en trenta-quatre partits, tot i que el filial de l'Athletic va descendir de categoria. La temporada 2016-17 va ser cedit al Cadis CF, on va disputar 450 minuts repartits en divuit partits i va marcar dos gols. El 2017, després de rescindir el seu contracte amb l'Athletic Club, es va incorporar al RC Recreativo de Huelva.
De cara a la temporada 2018-19 va fitxar pel Real Sporting de Gijón B i va marcar deu gols en trenta-cinc partits. El juliol de 2019 va fitxar pel CD Badajoz per una temporada.